# Svend Ørbech
Svend Ørbech Jacobsen (født 1929 i Korsør, død 28. juni 2021[kilde mangler] i Ebeltoft) er en dansk billedkunstner, der særligt er kendt for sine naturalistiske værker, bl.a. med motiver fra Djursland og Bornholm. 
Efter at have været bosiddende på Djursland i mange år bor han i dag ved Randers.